# Hyadina obscurifrons
Hyadina obscurifrons är en tvåvingeart som beskrevs av Tonnoir och Malloch 1926. Hyadina obscurifrons ingår i släktet Hyadina och familjen vattenflugor. Inga underarter finns listade i Catalogue of Life.